# Обушний Лука Каленикович
Лука Каленикович (Костянтинович) Обушний (1894, село Воронинці Золотоніського повіту Полтавської губернії, тепер Чорнобаївського району Черкаської області — 1965, місто Харків) — український радянський партійний діяч, 2-й секретар Молдавського обкому КП(б)У, 1-й секретар Полтавського міськкому КП(б)У, голова Дрогобицької обласної ради професійних спілок. Член Ревізійної Комісії КП(б)У в 1934—1937 р.

## Біографія
Народився в родині селянина. У березні 1907 — грудні 1914 р. — коногон, кріпильник, вибійник Лихманівського рудника у місті Кривому Розі.
У грудні 1914 — серпні 1917 р. — рядовий 18-го Сибірського стрілецького полку російської імператорської армії.
У серпні 1917 — січні 1918 р. — політичний боєць Ташкентської групи Червоної гвардії.
Член РСДРП(б) з грудня 1917 року.
У січні 1918 — січні 1919 р. — політичний працівник загону червоних партизан в Полтавській губернії. У січні — червні 1919 р. — секретар Золотоніського повітового революційного комітету Полтавської губернії.
У червні 1919 — липні 1923 р. — військовий комісар бригади 41-ї стрілецької дивізії 14-ї армії РСЧА.
У липні 1923 — січні 1927 р. — студент Київського інституту народного господарства. У січні 1927 — липні 1928 р. — студент правничого факультету Харківського інституту народного господарства, здобув спеціальність юриста.
У липні 1928 — вересні 1929 р. — старший інспектор, заступник начальника Управління професійної освіти Народного комісаріату освіти Української РСР.
У вересні 1929 — січні 1931 р. — секретар партійного комітету КП(б)У Харківського заводу сільськогосподарського машинобудування «Серп і Молот».
У січні 1931 — березні 1933 р. — завідувач організаційного відділу Харківського міського комітету КП(б)У.
У березні 1933 — жовтні 1934 р. — 2-й секретар Молдавського обласного комітету КП(б)У.
У січні 1935 — грудні 1936 р. — ректор Комуністичної сільськогосподарської школи в місті Харкові.
У грудні 1936 — травні 1937 р. — 1-й секретар Полтавського міського комітету КП(б)У Харківської області.
У червні — листопаді 1937 р. — завідувач Харківського обласного відділу народної освіти. У листопаді 1937 — січні 1938 р. — арештовувався органами НКВС, перебував під слідством.
У січні 1938 — жовтні 1941 р. — начальник відділу збуту, начальник планового відділу, заступник директора Харківського заводу сільськогосподарського машинобудування «Серп і Молот».
На початку німецько-радянської війни евакуйований у східні райони СРСР. У листопаді 1941 — вересні 1942 р. — начальник штабу місцевої протиповітряної оборони Саратовського заводу «Серп і Молот». У вересні 1942 — березні 1943 р. — начальник політичного відділу машинно-тракторної станції в селі Дмитріївці Макаровського району Саратовської області. У квітні — червні 1943 р. — начальник політичного відділу Солянської машинно-тракторної станції № 2 Первомайського району Саратовської області.
У червні — грудні 1943 р. — курсант 30-го артилерійського полку офіцерського складу в місті Челябінську.
У січні — червні 1944 р. — заступник директора Харківського заводу № 75 в місті Харкові. У червні — вересні 1944 р. — політичний працівник резерву Дрогобицького обласного комітету КП(б)У на 1-му Українському фронті.
У вересні 1944 — серпні 1945 р. — 1-й секретар Журавнівського районного комітету КП(б)У Дрогобицької області.
У серпні 1945 — червні 1946 року — 1-й секретар Самбірського міського комітету КП(б)У Дрогобицької області.
У липні 1946 — листопаді 1948 р. — секретар Партійної колегії при Дрогобицькому обласному комітеті КП(б)У.
У листопаді 1948 — липні 1951 р. — голова Дрогобицької обласної ради професійних спілок.
У липні 1951 — серпні 1955 р. — помічник з кадрів директора Харківського заводу сільськогосподарського машинобудування «Серп і Молот». У серпні 1955 — грудні 1956 р. — заступник начальника відділу праці і зарплати Харківського заводу «Серп і Молот».
З грудня 1956 року — персональний пенсіонер у місті Харкові, де й помер у грудні 1965 року.

## Нагороди
- орден Трудового Червоного Прапора (23.01.1948)
- орден Вітчизняної війни ІІ ст. (1.02.1945)
- ордени
- медалі
- Почесна грамота Президії Верховної Ради Української РСР (10.07.1964)